# Шевченко, Андрей Витальевич
Андре́й Вита́льевич Шевче́нко (укр. Андрій Віталійович Шевченко; род. 10 июня 1976, Гвоздец Ивано-Франковская область) — украинский журналист, телеменеджер, политик и народный депутат Украины V—VII созывов. Чрезвычайный и полномочный посол Украины в Канаде (2015—2021).

## Образование
В 1993 году окончил школу-гимназию № 117 г. Киева с золотой медалью. В 1994 году окончил колледж г. Аламида (Калифорния, США). Окончил с отличием Институт журналистики Киевского университета, магистр журналистики.
В 1994—1996 годах учился в Киево-Могилянской академии. В 2008 году — стипендиат Йельского университета, в 2009 году — стипендиат Стенфордского университета.

## Журналистская карьера
В 1993—1997 годах — корреспондент газет «Наше время», «Украинские вести» (Эдмонтон, Канада), «Час/Time», «Наша Украина»
В 1995—1997 годах — корреспондент телепрограммы «Послесловие» (укр. «Післямова», телеканалы УТ-1, «Гравис», «1+1»)
В 1997—1998 годах — корреспондент ТСН («Студия 1+1»)
В 1998—1999 годах — корреспондент телепрограммы «Лицо мира» (телеканал «Интер»)
В 1999 году — корреспондент радио «Ukrainian Broadcasting Network» (Нью-Йорк)
В 1999—2003 годах — корреспондент радио «Голос Америки»
В 1999—2002 годах — работал на «Новом канале» — сначала как специальный корреспондент, а затем как автор и ведущий программ «Репортёр», «Тема недели», «Тема дня», «Спецрепортёр»
В 2003—2005 годах — шеф-редактор, ведущий 5-го канала
В 2005 году — вице-президент Национальной телекомпании Украины (по информационной политике)
Автор фильма «Лицо протеста» (2003) про акции протеста «Украина без Кучмы». Обладатель премии «Телетриумф» в номинациях «Лучший ведущий информационной программы», «Лучший документальный фильм», «Лучшая информационная программа».

## Борьба за профессию
После введения Администрацией Президента Кучмы цензуры и темников в сентябре 2002 года Андрей Шевченко уволился с должности ведущего «Нового канала» и стал одним из инициаторов волны журналистских протестов на Украине. Был членом журналистского стачкома, соучредителем и первым председателем Киевского независимого медиа-профсоюза.
В декабре 2002 года выступил на парламентских слушаниях относительно цензуры, на которых продемонстрировал темники.
В начале 2003 года стал одним из инициаторов образования 5-го канала — неподцензурного круглосуточного информационного телеканала. Шевченко стал шеф-редактором новообразованного канала, создал его информационную службу, вместе с Романом Скрыпиным вёл авторскую программу «Час». Автор слогана «Канал честных новостей».
В 2002—2003 годах Шевченко был секретарём общественного совета по вопросам свободы слова и информации при профильном парламентском комитете.
В 2002 году стал соучредителем Фонда медиа-инициатив. С 2003 года — член правления «Интерньюз-Украина».
После Оранжевой революции стал одним из инициаторов создания на Украине общественного телевидения. С апреля по октябрь 2005 года работал вице-президентом Национальной телекомпании Украины. Представил концепцию создания общественного телевидения, внедрил основы редакционной политики НТКУ. Подал в отставку после фактического отказа Президента Ющенко реформировать государственное телевидение в общественное.
Соучредитель и президент Центра общественных медиа (с 2005 года).
За общественную деятельность по защите профессии и за документальный фильм «Лицо протеста» в 2005 году награждён Премией свободы слова «Репортёров без границ» (Вена, Австрия).

## Политическая деятельность
В 2006 году был назван № 2 в списке самых перспективных молодых политиков Украины по версии журнала «Фокус».
На парламентских выборах 2006 и 2007 — № 5 в списке Блока Юлии Тимошенко, народный депутат Украины V созыва Верховной Рады Украины. Был первым заместителем и председателем Комитета по вопросам свободы слова и информации. Беспартийный.
Затем народный депутат Украины VI и VII созывов Верховной Рады Украины.
В 2012 году был обвинён участницей Комитета по вопросам свободы слова и информации Еленой Бондаренко в злоупотреблении полномочиями, подлоге документов и развале работы Комитета, после чего парламент проголосовал за его отставку.
Чрезвычайный и Полномочный Посол Украины в Канаде (с 22 сентября 2015 по 25 августа 2021 года). Уволен с должности Посла указом президента Владимира Зеленского в связи с истёкшим сроком дипломатической каденции.